# Prorhynchus putealis
Prorhynchus putealis és una espècie de lecitoepiteliat prorínquid que habita a Nova Zelanda.